# Массовые беспорядки на Мартинике и Гваделупе (2009)

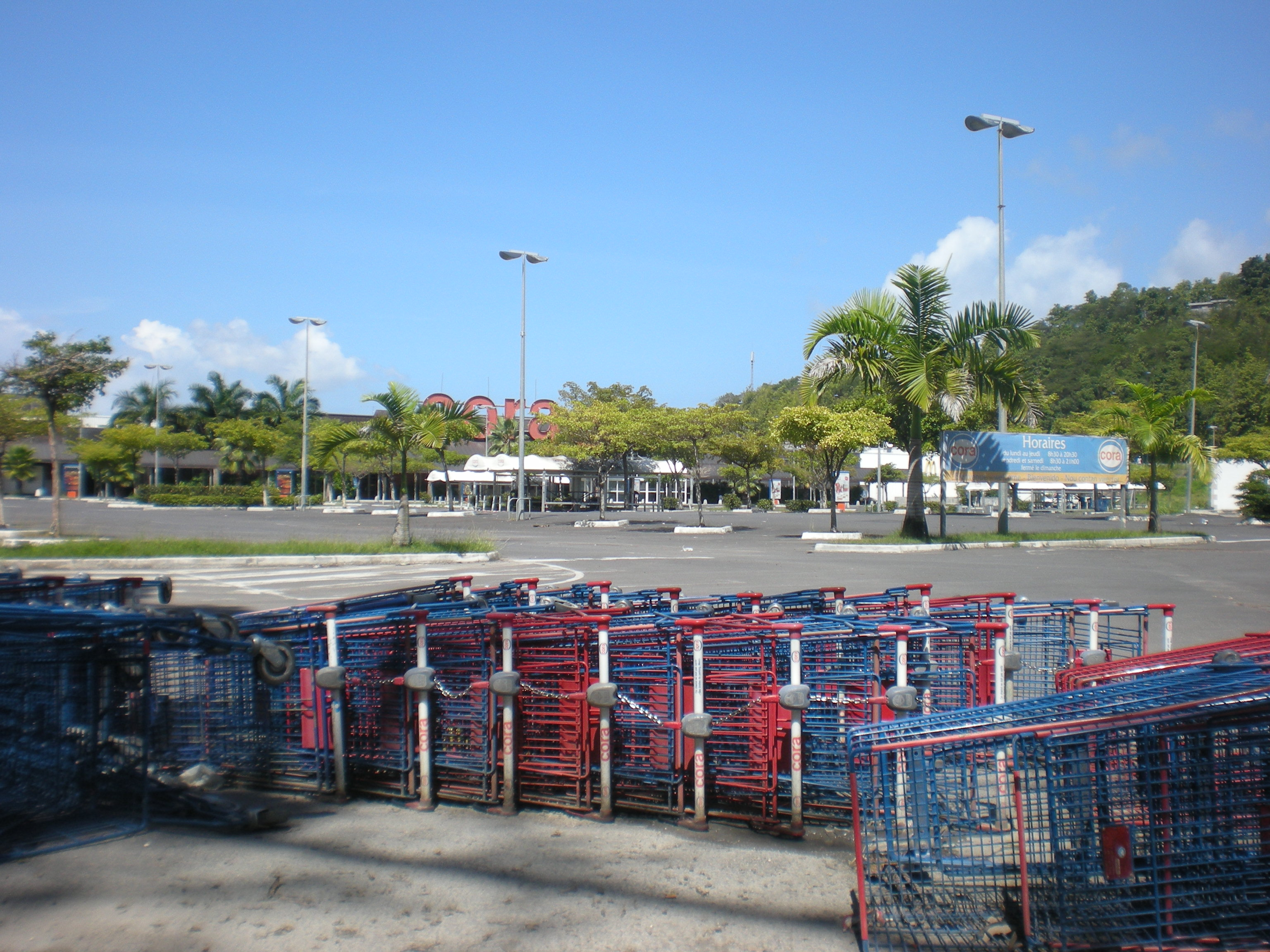
Торговый центр в Ба-дю-Фор, заблокированный забастовщиками

Всеобщие забастовки и беспорядки 2009 года на Мартинике и Гваделупе — события, начавшиеся во французском департаменте Гваделупа и позже перекинувшиеся на департамент Мартиника в январе 2009 года. Забастовки и протесты начались из-за недовольства высокой стоимостью жизни и высокими ценами на товары первой необходимости, были выдвинуты требования увеличения заработной платы. Во время забастовок, начавшихся 20 января и продолжавшихся по конец февраля, на островах были закрыты государственные предприятия, включая школы и предприятия общественного транспорта, а также магазины и бензоколонки.
Беспорядки обнажили давние этнические, расовые и классовые противоречия в обществе, связанные с традиционным доминированием в нём белых. Они также нанесли серьёзный удар по туризму на островах в высокий сезон, что привело к многомиллионным потерям. До беспорядков Гваделупа и Мартиника характеризовались чрезвычайно высоким уровнем безработицы, занимая второе и третье места в Европейском союзе (после Реюньона).

## Предпосылки
Экономика Гваделупы и Мартиники существенно зависит от туризма, поэтому острова характеризуются высокой стоимостью жизни. Их жители считали, что зарплата не успевает за ростом цен, уровень которых много выше на островах, чем в материковой Франции. Такое положение дел связано с тем, что большинство продуктов импортируются. При этом средняя зарплата на Гваделупе ниже, чем в материковой Франции, что и стало непосредственной причиной забастовок. Уровни безработицы и бедности на островах вдвое выше, чем во Франции. Четыре Заморских территории Франции — Реюньон, Гваделупа, Мартиника и Французская Гвиана — занимают четыре первых места по уровню безработицы в Европейском союзе. Уровень безработицы среди молодёжи в Гваделупе первый в Европейском союзе — 55,7 %.
Большая часть земли и капиталов на обеих территориях контролируется так называемыми «беками» (фр. Békés), этническими французами, потомками белых переселенцев, плантаторов и рабовладельцев. Большинство населения островов африканского происхождения и имеет более низкий уровень жизни. Так, беки Мартиники составляют один процент населения, но контролируют большую часть предприятий острова.
Кроме перечисленных проблем, острова характеризуются высокой преступностью и недостатком жилья. 70 % населения второго по величине города Гваделупы, Пуэнт-а-Питр, снимают жильё.
Жители Мартиники и Гваделупы имеют полные права граждан Франции, официальная валюта островов — евро. Решения правительства, регулирующие повседневную жизнь населения островов, принимаются в Париже. Протестующие на Гваделупе и Мартиники обвиняли парижское правительство в пренебрежении проблемами населения островов перед лицом экономического кризиса конца 2000-х годов.

## Гваделупа
Протесты начались на Гваделупе 20 января 2009 года. Группа fr:Liyannaj Kont Pwofitasyon, объединяющая местные профсоюзы (включая Всеобщую конфедерацию труда Гваделупы и Всеобщий союз трудящихся Гваделупы) и общественные организации, призвала к повышению месячной заработной платы низкооплачиваемым работникам на 200 евро в месяц, а также к снижению налогов на бизнес, для того, чтобы дать возможность компаниям увеличить зарплату сотрудникам. Работодатели Гваделупы ответили, что не имеют средств для повышения заработной платы. В демонстрациях приняли участие около 50 тысяч жителей острова.
Французское правительство послало на Гваделупу для переговоров министра Заморских территорий Ива Жего. Он предложил субсидии, позволившие бы увеличить зарплату 45 тысячам работников на 300 евро. Однако в разгаре переговоров Жего вернулся в Париж для встречи с премьер-министром Фийоном, что вызвало резкое недовольство на Гваделупе. По всему острову прошли демонстрации. Демонстранты требовали закрытия магазинов, которые, впрочем, снова открывались после окончания демонстраций. Жего вернулся на Гваделупу в конце недели, но профсоюзы отвергли его первоначальное предложение и потребовали снижения налогов. Французское правительство отвергло такую возможность, и переговоры были прерваны 12 февраля 2009 года.
За этим последовали массовые забастовки, повлиявшие на повседневную жизнь на острове. Контейнерный терминал в порту Пуэнт-а-Питр был закрыт и забаррикадирован протестующими. Большая часть банков, школ и правительственных учреждений оставалась закрытой на всё время забастовки. Все 115 бензоколонок острова были закрыты. Произошли перебои в подаче электричества. Многие отели были закрыты, чартерные авиарейсы из Франции отменены, и, по оценкам, 15 тысяч французских туристов отменили запланированный отпуск на острове.
После четырёх недель забастовок, на Гваделупе 16 февраля начались беспорядки. Они прошли в нескольких городах, включая крупнейший, Пуэнт-а-Питр. Хотя сообщений о ранениях не поступало, глава законодательной власти департамента, Викторен Люрель, оценивая ситуацию, сказал, что Гваделупа находится на грани восстания. Аэропорт Пуэнт-а-Питр был закрыт, так как его взлётная полоса была приведена в негодность. Протестующие перекрыли дороги, подожгли деревья и машины в центре Пуэнт-а-Питра. Полиция вынуждена была применить слезоточивый газ. Ночью были арестованы около 50 человек, пытавшихся оказать сопротивление полиции при разборке баррикад, однако они были выпущены на свободу после того, как перед отделением полиции собралась толпа.
Утром 18 февраля 2009 года пятидесятилетний профсоюзный активист Жак Бино был застрелен молодёжной бандой в городе Пуэнт-а-Питр. Ему на помощь пришла полиция, которая вступила в перестрелку. Три офицера были ранены, а Жак Бино, которому вовремя не была оказана помощь, скончался, став первой жертвой беспорядков. В тот же день в Бэ-Мао были ранены ещё три полицейских. В Сен-Роз толпа стреляла в полицейских и подожгла несколько зданий. Двадцать участников беспорядков были арестованы. 19 февраля на Гваделупу прибыли более 500 полицейских для установления контроля за ситуацией после смерти Бино.
Викторен Люрель потребовал, чтобы французское правительство остановило насилие. Президент Саркози объявил, что встретится с главами Заморских территорий.

## Мартиника
На соседней Мартинике забастовка началась 5 февраля и парализовала столицу, Фор-де-Франс. Протестующие требовали повышения заработной платы для всех работников, получающих минимальный заработок, а также понижения цен на воду и электричество для всех жителей острова. Правительство и транспортные компании обещали уменьшить стоимость перевозок, в ответ руководители предприятий острова согласились понизить цены на основные товары, включая продукты, до 20 %. Предприятия на острове также были закрыты во время забастовок. 12 февраля Франция направила на Мартинику 130 полицейских для поддержания порядка. 16 февраля демонстранты разрешили открыть 28 из 85 бензоколонок на острове, но одновременно вынудили мелкие магазины закрыться.
20 февраля 2009 года мэр Фор-де-Франса Серж Лечими объявил об отмене традиционного ежегодного четырёхдневного карнавала. Такая отмена состоялась впервые в истории.
Беспорядки на Мартинике имели ярко выраженный расовый подтекст. Последний, в частности, был подогрет тем, что в первую неделю февраля французское телевидение показало документальный фильм «Последние владельцы Мартиники», показывающий, что белое население играло ведущую роль в экономике в течение всей истории острова.

## Реакция французского правительства
5 февраля 2009 года президент Николя Саркози, выступая по телевидению в течение полутора часов, даже не упомянул события на Гваделупе и Мартинике. Лишь позже он высказался, отметив, что существование общества, в котором одна часть развивается, а другая находится в стагнации, недопустимо.
13 февраля Саркози приказал начать пересмотр политики Франции по отношению к Заморским территориям, возложив эту задачу на специально созданный правительственный совет. Он предположил также, что экономика островов может быть более открыта для экономической конкуренции, но высказался против повышения заработной платы.

## Протесты в других французских территориях
Коалиция профсоюзов на Реюньоне назначила всеобщую забастовку, аналогичную забастовке на Гваделупе, на 5 марта 2009 года. Аналогичное объединение во Французской Гвиане также угрожало забастовкой.